# Molnár Mihály (labdarúgó)
Molnár Mihály (1947. május 11. –) labdarúgó, hátvéd.

## Pályafutása
1966 és 1968 között a Bp. Honvéd labdarúgója volt. Az élvonalban 1966. szeptember 18-án mutatkozott be az Ózdi Kohász ellen, ahol 4–4-es döntetlen született. 1969 és 1974 között a Szegedi EOL játékosa volt. Az élvonalban összesen 57 mérkőzésen szerepelt.